# Antonín Rybička
Antonín František Rybička (pseudonym Skutečský) (30. října 1812, Skuteč – 25. ledna 1899, Vídeň) byl český historik a archivář. Dlouhodobě působil jako právník v Chrudimi (1838-1846) a ve Vídni (1846-1886). Ve volném čase shromažďoval a zpracovával doklady k literární a kulturní historii, genealogii šlechtických rodů, dějinám řemesel (např. zvonařství) a českého práva, věnoval se heraldice, archeologii a jiným pomocným vědám historickým. Napsal 1300 hesel do Riegrova slovníku naučného, 73 článků do Časopisu Musea království Českého a řadu příspěvků do jiných periodik. Velký ohlas měly jeho knihy Přední křisitelé národa českého (2 díly, 1883-84) se životopisy českých obrozenců, O českém zvonařství (1885) a Pravidla, přísloví a povědění, vztahující se k správě veřejné a obecní i k právu občanskému a trestnímu (1872). Rozsáhlé sbírky věnoval Národnímu muzeu. Byl oceňován jako všestranný svědomitý kulturní historik a vzor tiché, vytrvalé práce ve prospěch národa.

## Život

### Mládí a studium
Podle matriky se narodil 30. října 1812 ve východočeském městě Skutči v domě č. 364 „U modré hvězdy“ na náměstí (dnes Palackého náměstí 374). Dům honosného stylu postavil Antonínův dědeček František Rybička v polovině 18. století. Otec (také Antonín) byl obchodník, člen městské rady a milovník českých dějin, který doma shromáždil množství knih, starých listin, mincí, erbů, pečetí a jiných historických památek. Malému Antonínovi také vyprávěl staré příběhy a pověsti, například o vyhlášených místních obuvnících, a na vycházkách mu ukazoval zajímavá místa ve městě i okolí (Humperky, Rychmburk, svatou Annu, Lažany). Z Rybičkova dětství se dochovaly dvě rukopisné knížky: Popsání české země (1823), přehled českého zeměpisu ve formě rozhovoru otce se synem, a Biblické příběhy Starého zákona (1824) se stručnou historií starověkých národů. Jejich autorství není jasné – možná si je napsal sám, ale mohly být i dárkem od otce nebo učitele.
Do obecné školy chodil v rodném městě. Jeho prvním učitelem byl Václav Svoboda († 1824), výborný pedagog, otec pozdějších spisovatelů a historiků Vilibalda (1816-1875) a Leopolda (1823-1881).
V letech 1824-26 navštěvoval hlavní školu v Moravské Třebové a v letech 1827-33 postupně na gymnáziu a lyceu v Litomyšli. Poté roku 1837 absolvoval práva na pražské univerzitě. Během pražských studií bydlel s K. J. Erbenem a skutečským rodákem Janem Melicharem. V Praze se také seznámil téměř se všemi mladšími českými spisovateli a setkal se s řadou starších obrozenců (např. Hněvkovským a Klicperou).

### Zaměstnání

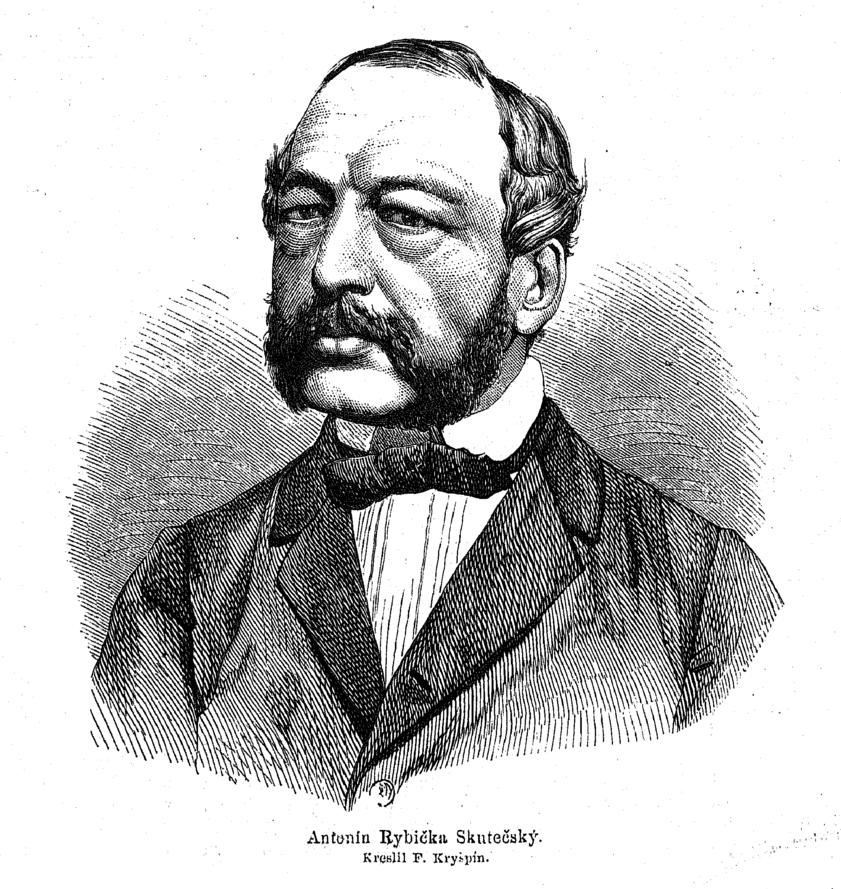
Antonín Rybička r. 1867 (kreslil František Krišpín)

Po studiích nastoupil roku 1838 jako praktikant k magistrátu a hrdelnímu soudu v Chrudimi. V roce 1840, po složení zkoušek, se tam stal auskultantem. Mezitím studoval činnost dolů a hutí a roku 1842 složil zkoušku z horního práva.
9. dubna 1846 byl jmenován akcesistou při c. k. spojené kanceláři dvorské ve Vídni a 19. října 1847 překladatelem do a z češtiny. Když byla po březnové revoluci 1848 sestavena komise k vyřizování stížností poddaných na vrchnosti, byl k ní Rybička přidělen jako zapisovatel a tlumočník. Na podzim 1849 se stal členem komise pro sestavení slovanské právnicko-politické terminologie (s P. J. Šafaříkem jako předsedou a A. J. Beckem). Od 1. listopadu 1849 redigoval 15 měsíců českou verzi Říšského zákoníku. 21. března 1850 byl jmenován asesorem (přísedícím) soudu v Kutné Hoře, na toto místo ale nenastoupil kvůli pokračující práci v redakci. 7. února 1851 se stal sekretářem nejvyššího a kasačního soudu ve Vídni. 25. září 1857 byl jmenován dvorským sekretářem a roku 1880 soudním radou.
Počátkem roku 1886 odešel do výslužby. Při té příležitosti byl oceněn Řádem železné koruny. Již dříve byl vyznamenán Řádem Františka Josefa.

### Sběratelská a vědecká činnost
Již od dob studií se věnoval historickému bádání a rozšiřoval zděděnou sbírku starožitností. Během pobytu v Chrudimi i na cestách navštěvoval archivy, prohlížel a dokumentoval umělecké a archeologické památky. V této činnosti pokračoval i ve Vídni. Postupně se stal uznávaným odborníkem v oblasti práva, literární a kulturní historie.
Roku 1840 sbíral podklady pro první českou encyklopedii. Průběžně zveřejňoval výsledky svých bádání, zejména formou článků v časopisech, ale i jako hesla v Riegrově Slovníku naučném a v knižních publikacích (viz Dílo). Úzce spolupracoval s Českým vlasteneckým muzeem, vstoupil do jeho Společnosti, prodal muzeu některé drobné heraldické památky ze své sbírky a stýkal se s knihovníkem a kurátorem sbírek A. J. Vrťátkem. V mladším věku za ním přijížděl z Vídně, později mu posílal shromážděné sbírkové předměty i vlastní práce. Muzeu věnoval například desítky vyobrazení, zejména rytin nebo litografií, zachycujících známé osobnosti, náhrobky, hrady a historické budovy; rovněž předal množství mincí, medailí a dalších předmětů.
Do Vídně odvezl většinu starožitností ze sbírky zděděné po otci. Tím je zachránil před zničením, když roku 1862 při velkém požáru Skutče shořel jeho rodný dům na náměstí.
Roku 1897 ukončil svou sběratelskou činnost ze zdravotních důvodů a zbylé předměty odeslal v pěti velkých a sedmi malých krabicích do Národního muzea. Svou knihovnu věnoval chrudimskému muzeu.

### Další veřejné působení
Ve Vídni se přátelil hlavně s A. J. Beckem a A. V. Šemberou. Společně například usilovali o zavádění češtiny do vyučování. Roku 1846 zjistil Rybička během návštěvy řemeslnické školy, že čeští učni nerozumí svým německy mluvícím učitelům. Zakoupil jim česko-německé katechismy a přesvědčil Lva Thuna, který jako ministr školství zavedl výuku češtiny jako nepovinného předmětu na vídeňských středních školách. Později se aktivně účastnil českého spolkového života ve Vídni, naopak jeho přátelství se Šemberou po roce 1880 narušil spor o Rukopisy.
Od roku 1833 se účastnil činnosti Matice české. Byl řádným členem III. třídy České akademie věd a umění, dopisujícím členem Královské české společnosti nauk a dalších vědeckých a vlasteneckých organizací.

### Závěr života
Roku 1895 se mu zhoršil sluch, takže bylo obtížné se s ním domluvit; uchoval si ale dobrou paměť. V listopadu 1898 onemocněl chřipkou a už se z ní úplně nezotavil. Zemřel 25. ledna 1899 ve svém bytě v Lederergasse 23 v 8. vídeňském obvodu (Josefstadt). Některé zdroje uvádějí datum úmrtí 24. ledna 1899, to ovšem neodpovídá např. podrobným vzpomínkám pamětníků. Pohřben byl v Chrudimi.

## Dílo
Rybička přispíval literárními biografiemi a dalšími články do Riegrova Slovníku naučného (1300 hesel). Napsal také 73 článků do Časopisu Musea království Českého (předchůdce Časopisu Národního muzea) a řadu příspěvků do jiných odborných a populárních periodik (Památky archeologické, Lumír aj.). Z jeho knižních publikací byl na přelomu 19. a 20. století nejvíce oceňován soubor obrozeneckých biografií Přední křisitelé národa českého.

### Riegrův slovník naučný
Přispíval do Riegrova Slovníku naučného pod značkou Ra a podle soudobých zdrojů pro něj napsal asi 1300 hesel, zejména literárních biografií. S nelibostí nesl, když mu redakce krátila obsáhlé články, do nichž se snažil vložit všechny získané poznatky; o nezbytnosti tohoto opatření ho přesvědčil až František Ladislav Rieger.
Jako příklady můžeme uvést hesla:
- Al Araf (díl I, s. 96)
- Annáš (díl I, s. 242, viz Annáš)
- Berghauer Jan Tomáš Vojtěch (díl I, s. 635-636)
- Biener 1) Karel Josef (díl I, s. 702-703, viz Karel Josef Biener z Bienenberka)
- Bílé Hory 1) (díl I, s. 709, viz Bílé Karpaty)
- Dobřenský 2) Jakub Jan Václav Černomostský (díl II, s. 222-223, viz Jakub Jan Václav Dobřenský z Černého Mostu)

### Články v časopisech
Bibliografii Rybičkových časopiseckých článků sepsal Bohumil V. Konečný (1871-1896) v jubilejní publikaci Almanach na počest osmdesátých narozenin Rybičkových (1892). Soudobé životopisy jinak uvádějí, že v letech 1845-1897 napsal 73 článků pro Časopis Musea království Českého, ale přispíval také do Památek archeologických a místopisných, Mikovcova Lumíru i jinam.
Příkladem jsou:
- Výpisky z archivu chrudimského (Časopis českého museum 1845)[22]
- Adam Zalužanský ze Zalužan (Živa 1856),[23] viz též Adam Zalužanský ze Zalužan
- České řehole a přísloví právní (Právník 1861, na pokračování)[24]
- Poslední Rožmberkové a jich dědictví (Časopis Musea království Českého 1880)[25]

### Knihy
Knižně vyšly např.:
- Život a působení Václava Matěje Krameriusa (1859), viz Václav Matěj Kramerius
- O erbích, pečetích a znacích stavu kněžského v Čechách (1862)
- Josef Vlastimil Kamarýt (1867), viz Josef Vlastimil Kamarýt
- Pravidla, přísloví a povědění, vztahující se k správě veřejné a obecní i k právu občanskému a trestnímu (1872)
- Královéhradecké rodiny erbovní (1873)
- Přední křisitelé národa českého (2 díly 1883-84, online). Soubor životopisů osobností z počátků českého národního obrození, velmi oceňovaný v době svého vzniku a na počátku 20. století.[20][26][27] Shromáždil tam množství informací z archivů, knihoven i osobního styku.[27] Hlavní předností díla je, že obsahuje přesná historická data,[28] názvy a obsah knih i úsudky vrstevníků,[29] s nimiž měl autor možnost se setkat.[6] Pozdější kritika mu ale vytýkala, že pouze shrnoval fakta, ale k rozborům, srovnání a uměleckému hodnocení nedospěl. Slovy recenzenta z r. 1913: „Jeho rekové jsou všichni stejně výteční a nejvýtečnější je vždy ten, o němž právě se mluví“, k čemuž dodává: „Bez Křisitelů chybělo by nám mnoho důležitých dat a zpráv, ale vdechnouti jim ducha a život zůstaveno pracovníkům jiným“.[29] Název díla navrhl Josef Jireček.[6]
- O českém zvonařství. Praha: Královská česká společnost nauk, (1885). Dostupné online.
- Kněží chrudimští v 15. až 17. století (1891)

### Jiné
- Roku 1839 složil v Chrudimi oslavnou báseň na svou budoucí manželku a přednesl ji na jednom z místních společenských banketů.[3]
- Archivní fond Antonína Rybičky v chrudimském Regionálním muzeu zpracovala r. 1988 Marcela Jedličková.[30]

## Význam a hodnocení
Rybička byl současníky oceňován jako svědomitý a pilný kulturní historik. Projevoval lásku k českému jazyku a národu. Byl všestranně činný a byl uváděn jako vzor tiché, vytrvalé, mravenčí práce. Zažil národnostní útlak před rokem 1848 a ideální snažení tehdejších obrozenců. Psal podrobně a s nadšením. Věnoval se pomocným vědám historickým — rodopisu, heraldice, archeologii a diplomatice. V řadě případů také shromáždil podklady, ale předal je nezpracované muzeu. Výsledky své práce ochotně sdílel. Říkalo se o něm, že nemá nepřátele. Společně s dalšími představiteli „doby předbřeznové“ (před rokem 1848) kladl základ národnímu obrození a díky vysokému věku měl možnost vidět výsledky práce své generace. Ačkoliv většinu aktivního života strávil ve státní službě ve Vídni, neustával ve vlastenecké a literární činnosti.
Jako první v Čechách pochopil význam heraldiky, genealogie a sfragistiky v rámci pomocných věd historických. Jeho přesně citované popisy znaků na základě často již nedostupných archivních materiálů udržují svou plnou platnost a stávají se někdy jediným pramenem. Nevytvořil sice vlastní systém ani terminologii, ale shromáždil velké množství celkem spolehlivého a dodnes užitečného materiálu.
Byl zastáncem trpělivé práce ve prospěch pravdy a měl obavy z prudkého, násilného dobývání práv. V 90. letech například zásadně nesouhlasil s hnutím Omladiny.
Jeho životní jubilea – 55., 70. a 80. – byla připomínána v tisku.
Roku 1882 mu vídeňská Slovanská beseda, jejímž byl členem, uspořádala okázalou oslavu 70. narozenin. Vídeňský Čech, hudební skladatel Konstantin Jahoda, k té příležitosti složil slavnostní sbor. O čtyři roky později ho tento spolek jmenoval čestným členem.
V srpnu 1892 uspořádali občané Skutče velkolepé oslavy dvou svých slavných rodáků — A. Rybičky a již zemřelého hudebního skladatele V. Tomáška. Při té příležitosti byly oběma osazeny pamětní desky na jejich rodných domech (v případě Rybičky se jednalo o přestavěný dům jeho rodiny na náměstí). On sám se neúčastnil, městské zastupitelstvo mu poslalo do Vídně blahopřejný telegram. (O Skutči paradoxně příliš nepsal; shromáždil sice některé dokumenty, ale pak je předal Vilibaldu Svobodovi, který je chtěl využít pro vlastní publikační činnost, a navzdory urgencím je nezískal zpět.)
V Chrudimi byl oceněn čestným občanstvím. Byl mu udělen Řád Františka Josefa a roku 1886 Řád železné koruny (viz Zaměstnání).

## Rodina
- 18. října 1847 se v Chrudimi oženil s Kateřinou Kosejkovou[37] (cca 1814-1893),[14] dcerou lékaře. Jejich syn pracoval na státních drahách.[16]
- Bratr Jan převzal rodinný obchod ve Skutči.[3]